# Palazzo Bentivoglio (Gualtieri)
Palazzo Bentivoglio è un edificio monumentale che si trova in piazza Bentivoglio 43 a Gualtieri. Fu edificato a partire dalla fine del XVI secolo su progetto di Giovan Battista Aleotti ed è un bene culturale italiano.

## Storia

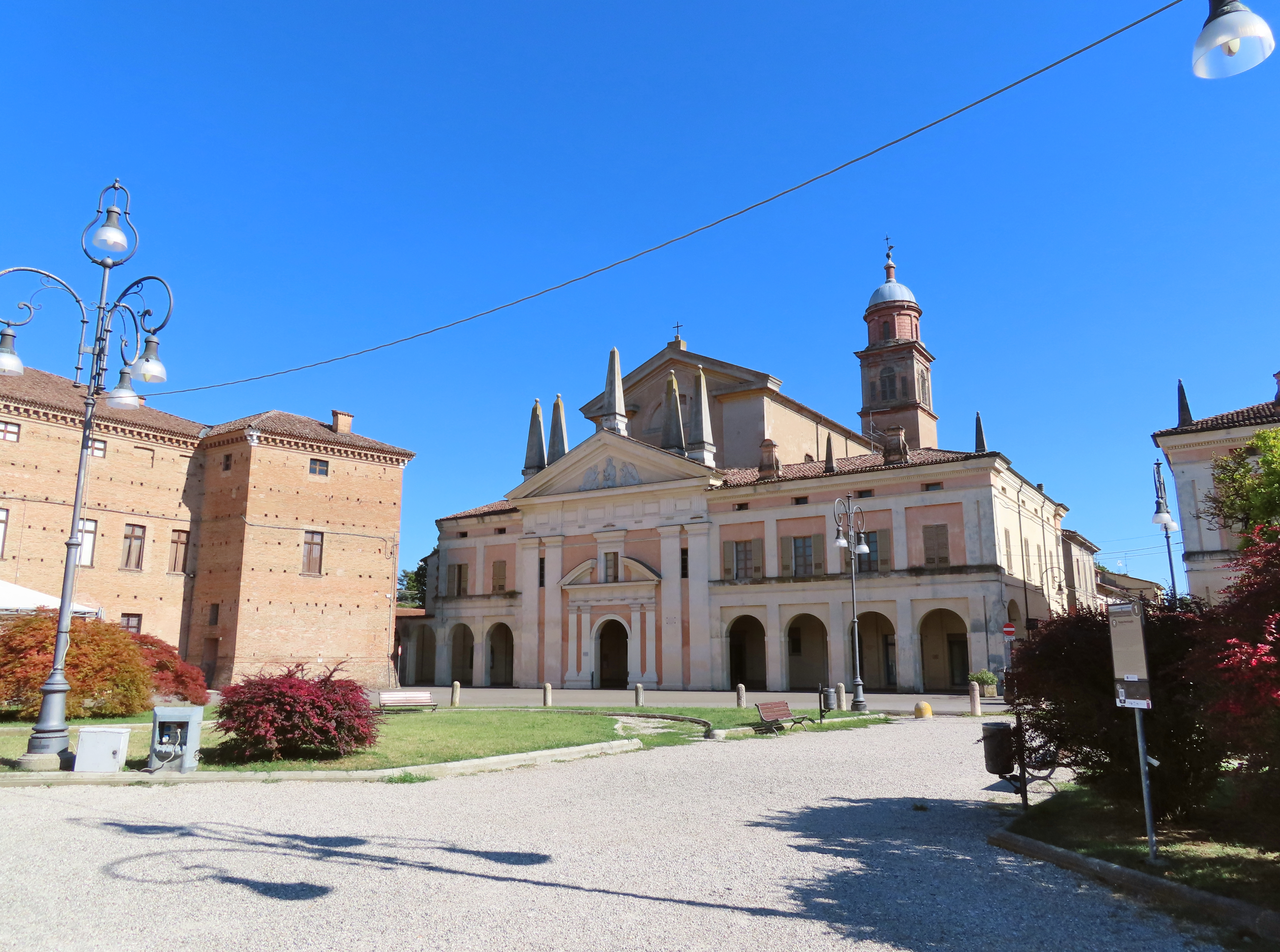
Piazza Bentivoglio con palazzo Bentivoglio e collegiata di Santa Maria della Neve

Il territorio di Gualtieri fu sotto l'influenza degli Este dal 1479 sino al 1567, quando Alfonso II d'Este concesse il feudo al marchese Cornelio Bentivoglio. Il Bentivoglio decise di commissionare a Giovan Battista Aleotti la progettazione del palazzo che avrebbe dovuto divenire la sede del suo potere nel centro dell'abitato cittadino. Per la sua costruzione venne utilizzato parte del materiale ottenuto dopo l'abbattimento dell'antico castello. L'edificio assunse l'aspetto recente quando salì al potere Ippolito Bentivoglio nel 1594 che ne dispose il completamento dando al complesso le forme classiche rinascimentali. Per volontà della nobile famiglia Bentivoglio il palazzo venne ultimato nel primo decennio del secolo successivo.
Nel 1661 il palazzo venne ampliato poi, nel 1751, parte della struttura venne demolita per poter avere materiali per arginare le piene del Po. Alla fine del secolo nell'ala sinistra venne ricavato un teatro, su progetto di Giovan Battista Fattori.

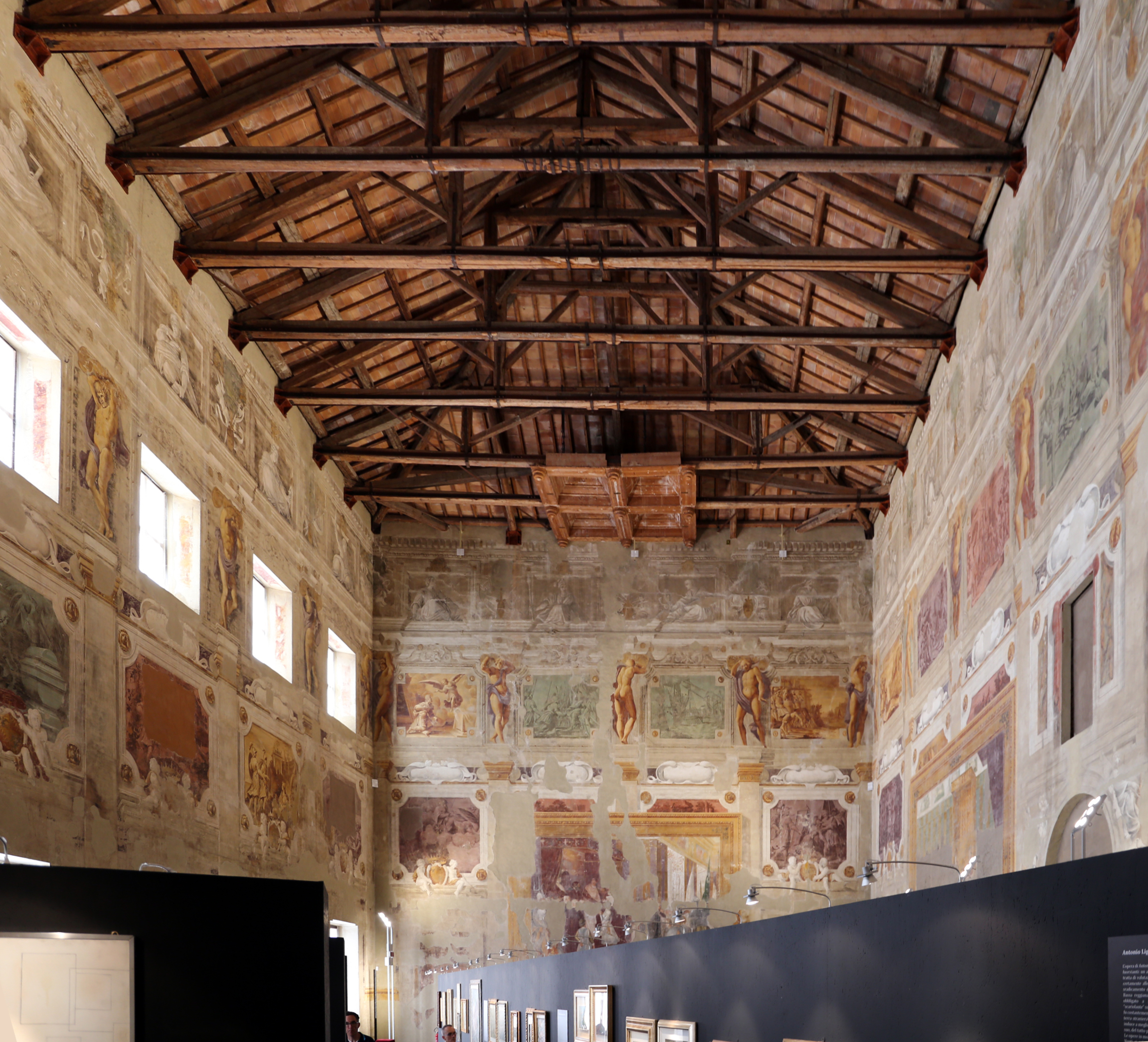
Sala dei Giganti

## Descrizione

### Esterni
Il grande palazzo si trova sulla piazza omonima e presenta un'ampia facciata con due corpi laterali simili a torrette e con una struttura centrale che s'innalza di oltre un piano rispetto ai tre del resto dell'edificio. L'accesso è costituito da tre ampi portici, quello centrale di maggiori dimensioni.

### Interni
Le sale interne sono arricchite da decorazioni ad affresco con raffigurazioni di episodi classici. La sala di maggiore interesse è la Sala dei Giganti completamente rifinita con affreschi che raffigurano scene della Gerusalemme liberata di Torquato Tasso. Il palazzo ospita le opere della Donazione Umberto Tirelli e il museo dedicato ad Antonio Ligabue.